# 安奈淳
安奈 淳（あんな じゅん、1947年〈昭和22年〉7月29日 - ）は、日本の女優、歌手。元宝塚歌劇団星組・花組トップスター。
大阪府箕面市出身と池田市出身の２つの説がある。本名は富岡 美樹（とみおか みき）。身長164センチメートル、血液型B型。愛称は「オトミ」「ミキ」。

## 略歴
- 両親が宝塚ファンで、子供の頃から宝塚入りをするように言われ、月に1度宝塚公演を観に行っていた[2]。小学4年の時に人生初の男役となる、白雪姫の王子を演じた。
- 1963年梅花中学校を卒業し、宝塚音楽学校に入学[2]。
- 1965年宝塚歌劇団に入団。51期生。同期に華かおり（MBSの河田直也アナウンサーの母）、高宮沙千(元雪組トップ娘役）がいる。入団時の成績は54人中8位[3]。初舞台公演の演目は花組公演『われら花を愛す／エスカイヤ・ガールス』[3]。
- 1965年12月8日、雪組[3]に配属。その後、星組[3]に異動。
- 1970年、鳳蘭と共に星組男役ダブルトップに選ばれた[注釈 2]。相手役の娘役トップ大原ますみを加えて「ゴールデントリオ[4]」と称された。
- 1973年、『浮舟と薫の君』の薫の君で、本公演の初主演だった。
- 1974年、花組へ組替、退団した甲にしきの後任として花組男役トップスターになる。相手役には当初は上原まり、1977年からは北原千琴も加わった。
- 1975年、『ベルサイユのばら』で演じたオスカル役は大きな当たり役となり、第1期ベルばらブームを築く[2]。月組の榛名由梨・星組の鳳・雪組の汀夏子とともに「ベルばら四強」と呼ばれた。1975〜76年までの2年弱、月組から組替えとなった榛名と男役ダブルトップ体制であった。
- 1978年宝塚バウホールのこけら落とし公演『ホフマン物語』で主演。同年7月31日[3]、花組・東京宝塚劇場公演『風と共に去りぬ（スカーレット篇）』を最後に13年間在籍した宝塚を退団。退団直前に母が58歳で死去したが、公演のため葬式に出られなかったという。
- 退団後は東宝演劇部に所属し、舞台、テレビドラマに活躍の場を広げた[2]。
- 1993年、芸名を安南 潤（読み同じ）に改名していたが、1998年に上記芸名に戻している。
- 2000年、膠原病の一種であるSLEで倒れ、長期の療養生活を余儀なくされた。
- 2002年に『風と共に去りぬ』の演技指導で社会復帰への準備開始。その後は少しずつ舞台復帰し、コンサートやディナーショーで活躍している。2005年の花組公演『エンター・ザ・レビュー』では歌唱指導をつとめた。
- 2005年、第14回日本映画批評家大賞のミュージカル大賞を受賞[5]。
- 60歳を過ぎた頃(2007年辺り)にSLEから回復し、大好きなフランスのシャンソンの曲で構成されたコンサート『ジャック・ブレルは今日もパリに生きて歌っている』で復帰[6]。
- 2011年、『DREAM TRAIL 〜宝塚伝説〜』の大阪公演期間中に怪我をしたため、途中休演を余議なくされた[7]。
- 2012年、第33回松尾芸能賞・優秀賞を受賞。
- 2014年、古巣・宝塚歌劇団創立100周年記念で創設された『宝塚歌劇の殿堂』最初の100人のひとりとして殿堂入り[8][9][10]。前述の『ベルばら四強』とされる安奈・鳳・榛名・汀の四名は全員殿堂入りを果たしている[11]。
- 2019年12月　ヤマハホールにて芸能生活55周年記念リサイタルを開く。
- 2020年　書籍「安奈淳スタイル」（自伝　エッセイ）を出版。
- 2020年3月20日、21日　書籍出版記念コンサートをイイノノールで開催。
- 2021年9月　初のビジュアル本「70過ぎたら生き方もファッションもシンプルなほど輝けると知った」を主婦の友社より出版。
- 2021年9月8・9日　オリジナルリサイタル「Bouquet d'espoir～希望の花束をあなたに～」を内幸町ホールで２日間開催。
- 2022年5月　銀座ヤマハホールで「Anniversary Concert 75th」を開催。
- 2022年7月　宝塚ホテルで「Anniversary Lunch Show 75th」を開催。ゲスト榛名由梨。
- 2023年3月　三越劇場にて三越創業350年記念コンサート「MEMORIES」を開催。
- 2023年9月　新宿文化センター大ホールにて、宝塚OGによるチャリティーコンサート「いのちの木陰」を企画開催。ゲスト佐良直美。
- 2024年6月　よみうり大手町ホールにて「Final Solo Concert 77th　～Profitons la vie！～ 」を開催。

## 人物

### 生い立ち
サラリーマンの父と母と2つ下の妹の4人家族で、箕面市桜井で17歳まで過ごす
。幼い頃は大人しい性格でよく家で絵を描いたり、『少年少女世界文学全集』という本を読んで過ごしていた。また父がジャズが大好きだったことから、自宅で自然とドリス・デイ、ジュリー・ロンドン、レナ・ホーンなどのレコードを聴いていた。本人は先述の家族で観に行く宝塚の舞台を楽しみにしていたが、当時はタカラジェンヌを目指すことは考えていなかった。当時好きだったタカラジェンヌは、寿美花代。
親の勧めで小学校高学年から宝塚コドモアテネに通い、受験対策のためのバレエや声楽や日本舞踊を教わり始める。中学校に進学するとレッスンで忙しくなり、修学旅行や卒業式にも出れないほどだった。進路に迷うこともあったが、父親の「娘をタカラジェンヌにしたい」という強い思いが後押しとなり、その後中学時代に宝塚音楽学校を受験して合格した。
音楽学校入学後の生活について本人は、「同期生とは本当に楽しく和気あいあいと過ごした」とのこと。また「今では考えられないでしょうが、当時の宝塚音楽学校は自由な校風でした」とも語っている。翌1964年に本科生の頃の文化祭で上演した『人格者』という演目では、主演の男役に選ばれた。

### 榛名由梨について
本人によると、1975年に演じた『ベルサイユのばら』の配役は当初の予定ではオスカル役が榛名由梨でアンドレ役が安奈だった。前年の『ベルサイユのばら』で榛名が初代オスカル役を演じたことから、1975年版も引き続き同役に選ばれた。
しかし、安奈は「オスカルとアンドレが並んだ時に、自分より背の高い榛名がアンドレを演じた方が見た目のバランスがいいのでは？」と考えた。脚本を担当した植田紳爾に配役を相談したところ、「それもそやな」と言われてオスカル役を安奈、アンドレ役を榛名で演じることが決まった。
榛名は宝塚では安奈の2期上の先輩だが、この共演をきっかけにそれ以来“人生の友”として親しくなった。安奈の母が病で亡くなった際舞台の仕事で帰れなかったが、電話で話を聞いた榛名が安奈の代わりに実家に駆けつけた。榛名は家族のように葬儀の準備を取り仕切り、母に死化粧までしてくれたという。

### 闘病

#### SLEと当時の治療による副作用
53歳の時、激しいむくみと呼吸困難に襲われて緊急入院し、SLE(全身性エリテマトーデス)を発症したことが判明。安奈の場合は特に肝臓の機能が急激に低下し、一時は身近な人たちが葬儀を考えるほど深刻な状態だった。当時体重は60kgあったが検査により、体内に大量の水が溜まっていることが判明。10日間ほどかけて少しずつ余分な水を抜いていくと、実際の体重は38kgだった。
治療により一命はとりとめたものの薬の副作用で鬱状態になり、その後約10年間に渡り入退院を繰り返した。他にも味覚障害、幻覚、幻聴に襲われ、思考力にも影響が出たが、60歳の頃に特効薬ができたことで症状が落ち着いていった。

#### その他の病気
- 37歳の頃に髄膜炎を患う[1]。
- 47歳の頃から手足の指が白くなるレイノー症状が現れる[1]。
- 55歳の時に白内障にかかり手術を受けた[1]。
- 65歳の頃にウォーキング中に胸痛が走り、検査してもらうと心臓弁膜症にかかっていることが判明した[1]。
- 68歳の時に右腎臓に初期の腎臓がんが見つかり、手術で腫瘍を切除した[16]。

### SLE回復後の生活
SLEから回復し歌のレッスンを開始した直後、シャンソン系のシンガー・ソングライターであるジャック・ブレルの歌を歌う機会に恵まれた。安奈にとって彼の歌は衝撃を与え、60歳を過ぎた頃にその聖地と言われるベルギーのブリュッセルにあるジャック・ブレル記念館に訪れ、たくさんのパワーをもらったという。現在(2020年)は、通院と薬の投与を続けながら芸能活動を行っている。
60代の頃はSLEは回復したものの、その後かかった病気や薬の関係で食事制限で色々と食べられないものがあった。しかし、内臓の数値が安定した70代になってからは、食事制限がなく何でも食べられる幸せを感じながら日々の食事を楽しんでいる。
SLE患者にとって強い日差しが大敵であることから、その後も外出時はできるだけ肌を露出しないなど夏場の過ごし方に気をつけている。また、他にも普段から水分補給や質の良い睡眠などにも意識して生活している。

### その他
- 中学時代は絵を描くのが好きで、音楽学校受験のためのレッスンを受けながらも内心絵描きとか舞台装置を作る人になろうかと迷った時期もあった。また当時は目立つことがとにかく苦手で、洋服も地味なものが好きだった[6]。
- 中学1年生の頃に『オンリー・ユー』で有名なプラターズにハマり、親と一緒にコンサートを聴きに行ったことがある。本人によると「開演前にロビーを歩いていた所コンサート関係者に声をかけられ、その時の舞台で花束贈呈の役を任された」という[12]。
- 座右の銘は「立つ鳥跡を濁さず」[16]。
- 35歳の時に一般男性と結婚したが、3年後に離婚している[1]。
- 宝塚歌劇団出身女優である乙羽信子や淡島千景からは、退団後も舞台などで共演した時に家族のように可愛がってもらったという[13]。

## 宝塚歌劇団時代の主な舞台

### 初舞台・雪組時代
1965年
- 3月3日 - 3月23日『われら花を愛す』『エスカイヤ・ガールズ』（初舞台）（宝塚大劇場）
- 9月2日 - 9月30日『ゴールデン・シャドウ』ギターの男（宝塚大劇場）

1966年
- 4月28日 - 5月31日『南蛮屏風』『春風とバイオリン』新人公演：ハンス（宝塚大劇場）

1967年
- 9月1日 - 9月28日『花のオランダ坂』『シャンゴ』（宝塚大劇場）

### 星組時代
1968年
- 6月1日 - 6月27日『ヤング・メイト』『追憶のアンデス』デノーマス（宝塚大劇場）

1969年
- 3月27日 - 4月24日『シルクロード』沙悟浄/テムジンの弟ハウチン/放浪の王子アラト（宝塚大劇場）
- 12月2日 - 12月21日『安寿と厨子王』公卿藤原師道。新人公演：厨子王（初主演）。『タカラヅカ'69』（宝塚大劇場）

1970年
- 5月8日 - 5月26日『恋に朽ちなん』大江道輔、新人公演：藤原清隆。『ハロー!タカラヅカ』（宝塚大劇場）

### 星組トップ時代
1970年
- 8月1日 - 8月31日『僕は君』パット。『ザ・ビッグ・ワン』（宝塚大劇場）
- 12月2日 - 12月20日『ジプシー伯爵』フランツ中尉。『恋人たち』（宝塚大劇場）

1971年
- 1月30日 - 2月25日『星の牧場』蜂飼いのクラリネット。新人公演：モミイチ。『オー!ビューティフル』（宝塚大劇場）
- 5月29日 - 6月29日『いのちある限り』『ノバ・ボサ・ノバ』ルーア神父（宝塚大劇場）
- 8月27日 - 9月28日『我が愛は山の彼方に』武将チャムガ。『マイ・ブロード・ウェイ』（宝塚大劇場）

1972年
- 1月1日 - 1月27日『いつの日か逢わん』『愛のコンチェルト－ある小さな星のお話－』（宝塚大劇場）
- 7月1日 - 7月27日『美しき日本』『さすらいの青春』（宝塚大劇場）
- 11月2日 - 11月30日『花の若武者』－弁慶と牛若－　牛若。『アラベスク』（宝塚大劇場）
- 12月2日 - 12月12日『ミルテの花－クララシューマンの恋－』『シャイニング・ナウ!』（全組合同）（宝塚大劇場）

1973年
- 3月24日 - 4月25日『花かげろう』茨木童子。『ラ・ラ・ファンタシーク』エメラルドの女王、スター・サファイア（宝塚大劇場）
- 8月29日 - 9月27日『この恋は雲の涯まで』忠衡/ケレイト（宝塚大劇場）
- 12月5日 - 12月23日『浮舟と薫の君』薫の君（トップとしての本公演・初主演）。『ゴールデン・サウンド』（宝塚大劇場）

1974年
- 2月28日 - 3月21日『ロマン・ロマンチック』汀夏子とルンペン夫婦（雪組特出）（宝塚大劇場）
- 4月26日 - 5月23日『虞美人』（花組特出）（宝塚大劇場）
- 9月28日 - 10月29日『アン・ドウ・トロワ』－ファンタジア・タカラヅカ－（花組特出）（宝塚大劇場）

### 花組トップ時代
1975年
- 3月1日 - 3月25日『夢みる恋人たち』レオ。『ボン・バランス』（宝塚大劇場）
- 7月3日 - 8月12日『ベルサイユのばら』－アンドレとオスカル－　オスカル・フランソワ・ド・ジャルジェ（宝塚大劇場）

1976年
- 2月19日 - 3月23日『あかねさす紫の花』大海人皇子。『ビューティフル・ピープル』（宝塚大劇場）
- 8月12日 - 9月28日『うつしよ紅葉』織田信長。『ノバ・ボサ・ノバ』ソール（宝塚大劇場）

1977年
- 1月1日 - 2月15日『朱雀門の鬼』花麻呂。『ル・ピエロ』カンディード（宝塚大劇場）
- 8月11日 - 9月27日『宝舞抄』ピンカートン。『ザ・レビュー』夢人（宝塚大劇場）

1978年
- 1月1日 - 2月14日『風と共に去りぬ』スカーレット・オハラ（宝塚大劇場）
- 4月1日 - 4月23日『ホフマン物語』（宝塚バウホール）
- 5月26日 - 5月30日『サヨナラにリボンをかけて』（宝塚バウホール）

## 宝塚歌劇団退団後の主な活動

### 演劇
- 砂の花 - 若き日の成吉思汗より - （1977年）
- 百年目の幽霊（1979年）
- 南太平洋 （1979年） - 主演
- 王様と私（1980年）- アンナ・レオノーウェンズ
- 屋根の上のバイオリン弾き（1980年） - ホーデル（次女）
- 一絃の琴（1981年）
- 生きていく私（1983年）
- スイート・チャリティー（1983年） - チャリティ・ホープ・ヴァレンタイン 主演
- 酔いどれ公爵 （1985年） - ジュスティーヌ
- レ・ミゼラブル （1989年・1991年） - ファンティーヌ
- 絵島疑獄（1991年）
- 唐人お吉（1994年・1996年）
- ジャック・ブレルは今日もパリに生きて歌っている（2004年）
- サウンド・オブ・ミュージック （2005年） -  マリア・ライナー 主演
- 銀座浪漫派物語（2009年） - 主演
- DREAM TRAIL 〜宝塚伝説〜 （2011年）
- イヴ・モンタン 〜彼を憎んだ女と男〜（2011年）
- 姉妹たちの庭で （2011年）

### テレビドラマ
- 大河ドラマ 黄金の日日 第47,48話（1978年、NHK総合） - ツル 役
- 御宿かわせみ 第1話「水郷から来た女」（1980年、NHK総合）
- 土曜ワイド劇場（テレビ朝日）
  - 松本清張の地方紙を買う女（1981年） - 潮田芳子 役
  - 温泉 (秘) 大作戦3（2006年、朝日放送） - 佐久間環 役
- 銀河テレビ小説 二度のお別れ（1985年、NHK総合）
- 影の軍団 幕末編 第8話「殺しの鈴は闇に鳴る」（1985年、関西テレビ制作フジテレビ系） - お春 役
- 大都会25時 千草警察事件ファイル 第4話「よみがえる殺意! 復讐はタンゴにのって」（1987年、テレビ朝日系）
- 火曜サスペンス劇場（日本テレビ系）
  - 艶歌恋歌殺人譜（1988年、近代映画協会）
  - 三十年目の同窓会（1991年5月、東北新社）
  - 望遠鏡の中の女（1992年11月、IVSテレビ制作） - 岸本友子
- 明智小五郎シリーズ 蜘蛛男（1989年11月、TBS、東阪企画）
- はぐれ刑事純情派 2000年スペシャル「安浦刑事、韓国へ飛ぶ！釜山港へ帰る女・父と娘、遙かなる帰郷」（2000年1月1日、テレビ朝日系）
- 月曜ミステリー劇場 警視庁三係・吉敷竹史シリーズ1（2004年12月、TBS） - 染谷萌子
- À Table!〜ノスタルジックな休日〜（2024年放送予定、BS松竹東急） - 高梁浩子 役[18]

### その他の番組
- 第29回NHK紅白歌合戦（1978年12月31日、NHK総合・ラジオ第1） - 審査員
- ラジオ深夜便「母を語る」（2012年5月22日、NHKラジオ第1・FM）

ほか多数

### CM
- ライオン ママ・ローヤル（1984年）
- 日立製作所 青空（洗濯機・衣類乾燥機）

## ディスコグラフィ

### アルバム
| ＃           | 発売日       | タイトル                         | 規格         | 規格品番     |
| 東宝レコード | 東宝レコード | 東宝レコード                     | 東宝レコード | 東宝レコード |
| ------------ | ------------ | -------------------------------- | ------------ | ------------ |
| 1st          | -            | 安奈淳の世界                     |              | AX-8045      |
| 2nd          | -            | ラヴ・レター                     |              | AX-8098      |
| CBS ソニー   |              |                                  |              |              |
| 3rd          | 1977年       | 小椋佳との出逢い                 |              | 25AN-245     |
| 4th          |              | ありがとうさようなら             |              | 25AN-482     |
| 5th          | 2020年10月   | 私の好きな歌 mes chères chansons |              |              |

### DVD
| ＃  | 発売日     | タイトル                                  | 規格 | 規格品番 |
| --- | ---------- | ----------------------------------------- | ---- | -------- |
| 1st | 2022年5月  | Bouquet d´espoir ～希望の花束をあなたに～ | DVD  |          |
| 2nd | 2022年7月  | 安奈淳 Anniversary Concert 75th           | DVD  |          |
| 3rd | 2024年10月 | 安奈淳 Final Solo Concert 77th            | DVD  |          |

### 参加作品
- 越路吹雪トリビュートアルバム『越路吹雪に捧ぐ』（2016年12月21日）
  - 「ラストダンスは私に」をカバー[19]。

## 著書
- 人生はうまくできている -病気になって見えたこと- （2004年、グラフ社、ISBN 4766208463）
- 安奈淳スタイル（2020年、A PEOPLE、 ISBN 4909792112）
- 70過ぎたら生き方もファッションもシンプルなほど輝けると知った（2021年、主婦の友社、ISBN 4074490889）